# آنتیه هوبر
آنتیه هوبر (انگلیسی: Antje Huber؛ زاده ۲۳ مهٔ ۱۹۲۴ – درگذشته ۳۰ سپتامبر ۲۰۱۵) سیاستمدار و روزنامه‌نگار اهل آلمان بود.
آنتیه هوبر در ۳۰ سپتامبر ۲۰۱۵، در سن ۹۱ سالگی درگذشت.